# Filip Lesniak
Filip Lesniak (født 14. maj 1996) er en slovakisk fodboldspiller, der spiller som midtbane for den polske klub Wisla Plock. 
Hans morfar er Ján Kozák. Hans onkel er Ján Kozák jr.

## Karriere
Lesniak startede sin karriere i FC VSS Kosice i Slovakiet, inden han i januar 2012 skiftede til Tottenhams ungdomsakademi.

### Tottenham Hotspur
Ved starten af 2016-17-sæsonen skrev Lesniak under på lejeaftale med Slovan Liberec i Tjekkiet. Den 31. juli 2016 fik han sin debut i ligaen i en kamp mod Mlada Boleslav. Lesniak spillede dog kun to yderligere kampe i ligaen, en UEFA Europa League-kvalifikationskamp mod Admira Wacker Mödling og en cupkamp. Han returnerede til Tottenham den 31. december 2016.
Han fik sin Premier League-debut den 18. maj 2017 i en kamp mod Leicester City, hvor han assisterede Harry Kane. I forbindelse med kontraktudløb den 30. juni 2017 blev han sammen med fem andre akademispillere fritstillet fra sin kontrakt den 9. juni 2017.

### AaB
Den 4. juli 2017 blev det offentliggjort, at Filip Lesniak havde skrevet under på en treårig kontrakt med den danske klub AaB, hvor han blev tildelt trøje nummer 23.
Han blev den 12. juli 2019 udlejet til Silkeborg IF for 2019-20-sæsonen og ved lejekontraktens udløb i sommeren 2020 udløb ligeledes kontrakten i AaB.